# Финале Купа Србије у фудбалу 2021.
Финале Купа Србије 2021. године је био последњи меч у Купу Србије за сезону 2020/21. и последњи такмичарски меч ове сезоне у Србији. Ово је 15. финале Купа Србије откако је Србија постала самостална држава, а организовао га је Фудбалски савез Србије. Након одиграних полуфиналних утакмица 21. априла 2021, и проласка вечитих ривала Партизана и Црвене звезде у финале купа, такмичарска комисија ФСС-а је организовала жреб, путем кога је изабран домаћин финала, куглице су одлучиле да ће то бити стадион Црвене звезде, пошто претходно није било понуда за домаћинство финала, што је значило да ће финална утакмица бити одиграна на Стадиону Рајко Митић у Београду. Ово је трећи сусрет Партизана и Црвене звезде у финалу Купа Србије (први је био 2017, а други пут 2019, Партизан је освајач оба трофеја), а укупно 12. ако се рачунају и финала одиграна у бившим државама, скор је 6:5 у корист Партизана.
Победник Купа Србије није одлучивао о пласману у европска такмичења јер је Црвена звезда преко Суперлиге Србије, заузела 1. место, већ изборила пласман у 1. коло квалификација за Лигу шампиона. Партизан је освајањем другог места у Суперлиги Србије такође себи обезбедио учешће у 2. колу квалификација за Лигу конференције.

## Пут до финала

### Црвена звезда
Црвена звезда је суперлигашки клуб. Црвена звезда је освајач три трофеја Купа Србије. Црвена звезда је кренула у такмичење од шеснаестине финала. У шеснаестини финала у заосталом мечу због обавеза у европским такмичењима, састали су се са новим суперлигашем у сезони 2020/21, Златибор из Чајетине и победили резултатом 4−2, на стадиону Рајко Митић. Голове за Црвену звезду на овом мечу постигли су Мирко Иванић, Алекса Вукановић, Радован Панков и Андрија Радуловић. У осмини финала Црвена звезда је, у такође заосталом мечу због европских обавеза, укрстила копља са екипом Рад из Београда, Бањице, на стадиону Краљ Петар Први, са стабилним суперлигашем је одиграла тесну утакмицу и победила 2−1. Голове за Црвену звезду на овом мечу су постигли Срђан Спиридоновић и Никола Крстовић. У четвртфиналу, у такође, заосталом мечу због европских обавеза, Црвена звезда је одиграла меч против прволигаша ИМТ из Новог Београда, Београда, на стадиону Рајко Митић, и славили поприлично убедљиво 3−0. Голове за Црвену звезду на овом мечу постигли су Дијего Фалчинели, Александар Катаи и Филипо Фалко. У полуфиналу Црвена звезда се састала са Радником из Сурдулице, на стадиону Рајко Митић, и победила у врло неизвесном мечу 2−1. Голове за Црвену звезду на овом мечу постигли су Немања Милуновић и Дијего Фалчинели.

### Партизан
Партизан је суперлигашки клуб. Партизан је освајач седам трофеја Купа Србије, што је рекорд, исто држе рекорд у освојеним трофејима у купу четири пута заредом, они су актуелни вицешампиони купа, и ако освоје овај дође до рекордних 8 освојених трофеја . Партизан је кренуо у такмичење од шеснаестине финала. У шеснаестини финала Партизан се састао са суперлигашем, екипа ОФК Бачка из Бачке Паланке, на стадиону Партизана, екипа Партизана је победила резултатом 2−0. Голове за Партизан су постигли: Лазар Павловић и Такума Асано. У осмини финала Партизан се састао са суперлигашем, екипа Металца из Горњег Милановца, на стадиону Металац, екипа Партизана је победила минималним резултатом 1−0. Гол одлуке за Партизан постигао је Такума Асано. У четвртфиналу Партизан се састао са још једним суперлигашем, екипа Вождовца из Вождовца, Београда, на стадиону Партизана, екипа Партизана је убедљиво савладала екипу Вождовца, резултатом 4−0. Голове за екипу Партизана постигли су: Александар Шћекић, Игор Вујачић, Такума Асано и Бибрас Натхо. У полуфиналу екипа Партизана је укрстила копља са суперлигашем и актуелним освајачем купа, екипа Војводине из Новог Сада, на стадиону Карађорђе, екипа Партизана је славила минималним резултатом 1−0. Гол одлуке за екипу Партизана постигао је Светозар Марковић.

## Пре меча

### Противници до финала
- Црвена звезда:

| Рунда | Противник             | Резултат |
| --- | --------------------- | -------- |
| ШФ | Златибор Чајетина (Д) | 4–2      |
| ОФ | Рад (Г)               | 2–1      |
| ЧФ | ИМТ (Д)               | 3–0      |
| ПФ | Радник Сурдулица (Д)  | 2–1      |
| Напомена: (Д) = Домаћин; (Г) = Гост; (Н) = Неутрални терен; ШФ = Шеснаестина финала; ОФ = Осмина финала; ЧФ = Четвртфинале; ПФ = Полуфинале. |                       |          |

- Партизан:

| Рунда | Противник                   | Резултат |
| --- | --------------------------- | -------- |
| ШФ | ОФК Бачка (Д)               | 2–0      |
| ОФ | Металац Горњи Милановац (Г) | 1–0      |
| ЧФ | Вождовац (Д)                | 4–0      |
| ПФ | Војводина (Г)               | 1–0      |
| Напомена: (Д) = Домаћин; (Г) = Гост; (Н) = Неутрални терен; ШФ = Шеснаестина финала; ОФ = Осмина финала; ЧФ = Четвртфинале; ПФ = Полуфинале. |                             |          |

## Пред меч

### Гледаоци
Најављено је, али не  и званично, присуство одређеног дела гледалаца у финалу Купа. Публика неће моћи да присуствује мечу, уколико кризни штаб не одлучи другачије, због пандемије вируса корона. Неће бити дозвољено присуство публике на мечу, али ће бити додељен одређен број карата и отворен стадион за највише 150 гледалаца.

### Позадина
- Ово је шесто финале које ће одиграти Црвена звезда има три победе у финалима (2007, 2010, 2012) и два пораза (2017, 2019).
- Ово је десето финале које ће одиграти Партизан има седам победа (2008, 2009, 2011, 2016, 2017, 2018, 2019) и два пораза (2015, 2020).

## Меч

### Детаљи
Домаћи тим је одређен додатним жребом одржаним након полуфиналних мечева.
| Црвена звезда                       | 0 : 0 Извештај | Партизан                                       |
| ----------------------------------- | -------------- | ---------------------------------------------- |
|                                     |                |                                                |
| Пенали                              |                |                                                |
| Родић · Панков · Крстовић · Николић | 4 : 3          | Натхо · Живковић · Стевановић · Јојић · Штулић |

| Победник Купа Србије у фудбалу 2020/21. |
| --------------------------------------- |
| ФК Црвена звезда 4. титула              |

| Црвена звезда | Партизан |

| Правила меча: 90 минута. 30 минута продужетака у случају нерешеног резултата након 90 минута. Извођење пенала, ако је резултат нерешен и након продужетака. Дванаест измена. Максимално пет замена по екипи. |

### Службена лица
Фудбалски савез Србије је 24. маја 2021. године именовао судију Срђан Јовановић из Београда, Калуђерица за главног судију. Срђан Јовановић је судија елит категорије у Фудбалском савезу Србије он је дебитант судија у финалима Купа, пошто никад није судио финалне утакмице Купа Србије. Он је већ судио на Вечитом дербију између Црвене звезде и Партизана на 161. сусрету тј. дербију у којем је Партизан победио 2 — 0, ово ће му бити други вечити дерби који ће судити. Њему ће помагати двојица помоћних судија, а то су Урош Стојковић и Милан Михајловић. Функцију четвртог судије ће обављати Лазар Лукић, а посматрач меча ће бити Зоран Петровић из Београда.
| Главни судија: Срђан Јовановић (Београд, Калуђерица) Помоћне судије: Урош Стојковић (Београд) Милан Михајловић (Београд, Сремчица) Четврти судија: Лазар Лукић (Београд) Делегат - Спортски радник: Љубомир Ковачевић (Београд) Посматрач: Зоран Петровић (Београд) |